# Relay Hills
Relay Hills är en kulle i Antarktis. Den ligger i Västantarktis. Argentina, Chile och Storbritannien gör anspråk på området. Toppen på Relay Hills är 809 meter över havet.
Terrängen runt Relay Hills är kuperad norrut, men söderut är den platt. Trakten är obefolkad. Det finns inga samhällen i närheten.